# 유항 한수 묘역
유항 한수 묘역(柳巷 韓脩 墓域)은 대한민국 경기도 파주시 진동면 서곡리에 있는, 고려시대 문신인 유항 한수(柳巷 韓脩, 1333~1384)의 묘이다. 2003년 4월 21일 경기도의 기념물 제187호로 지정되었다.

## 개요
고려시대 문신인 유항 한수(柳巷 韓脩, 1333~1384)의 묘이다. 한수의 자는 맹운(孟雲), 호는 유항(柳巷), 본관은 청주(淸州)이며 밀직부사를 역임한 공의(公義)의 아들이다. 충목왕 3년(1347) 어린나이로 과거에 합격하였고 충정왕 때 정방의 필도지에 임명되었다. 공민왕 2년(1353) 전의주부로 기용되어 다시 필도지가 되고 이어 전리좌랑, 성균사예, 비서소감, 병부시랑, 국자 감좨주 등을 두루 거쳤다. 1361년 홍건적의 침입으로 왕이 안동으로 피난할 때 호종하였으며 귀경 후 사복시판사로 있다가 좌대언으로 승진하였다. 1365년 신돈(辛旽)이 정권을 장악하자 왕에게 “그가 바른 사람이 아니니 멀리할 것” 이라고 아뢰었다가 예의판서로 폄직되고 얼마 뒤 관직에서 물러났다. 1371년 신돈이 주살되자 다시 부름을 받아 이부상서, 수문전학사로 발탁되고, 곧 전선(銓選)을 관장하는 요직인 승선에 임명되었다. 계속해서 우왕대에 우문관대제학, 동지밀직, 상호군 등을 지냈다. 그러나 공민왕 시해 에 관련된 한안(韓安)의 친척이라는 이유로 잠시 유배 생활을 하기도 하였다. 1378년 배 소에서 돌아와 상당군(上黨君)에 봉해지고 수 충찬화공신이 되었다. 이어 청성군(淸城君)에 개봉되고 1383년 광정대부 판후덕부사에 이르렀으며 사후 영의정에 추증되었다.
묘역은 종중 묘역으로 한수의 아버지인 한공의(韓公義, 1307~1365)묘역과 형제인 한리(韓理, 1337~1417) 묘역이 인근에 함께 조성되어 있다. 묘역은 부인 안동 권씨와 쌍분으로 조성되어 있으며 봉분 앞에 각각 묘비 1기씩을 조성하고 그 아래로 장명등을 각각 1기씩 설치하였다 장명등을 사이로 중앙에 상석과 향로석이 있으며 그 아래 양 쪽으로 문인석 4기와 망주석 2기가 나란히 배치되 어 있다. 상석 옆으로 근래에 새로 세운 묘비가 있을 뿐 다른 석물들은 원래 그대로 보존되어 있다. 석물 들의 형태는 전형적인 고려시대 양식을 따르고 있다.

## 같이 보기
- 한수

## 참고 문헌
- 유항한수묘역 - 국가유산청 국가유산포털